# No Distance Left to Run (chanson)
Singles de Blur
Coffee & TV
(1999) Music Is My Radar
(2000)
No Distance Left to Run est le vingt-troisième single du groupe Blur, figurant sur l'album 13. 
Le clip de cette chanson, réalisé par Thomas Vinterberg, a la particularité d'être tournée dans le noir, avec des caméras à vision nocturne (infrarouge).
Le titre de cette chanson est également utilisé pour un documentaire vidéo sur le groupe sorti en janvier 2010.

## Liste des titres
- CD1

1. No Distance Left to Run
2. Tender (Cornelius remix)
3. So You

- CD2

1. No Distance Left To Run
2. Battle (UNKLE remix)
3. Beagle 2
4. No Distance Left To Run (video)

- Cassette

1. No Distance Left To Run
2. Tender (Cornelius remix)

- 12

1. No Distance Left To Run
2. Tender (Cornelius remix)
3. Battle (UNKLE remix)

- DVD

1. No Distance Left To Run (video)
2. No Distance Left To Run (live)
3. No Distance Left To Run (making of)
4. Tender (live)
5. Battle (live)
6. Beagle 2 Space Footage

- CD (Europe)

1. No Distance Left To Run
2. Tender (Cornelius remix)
3. Battle (UNKLE remix)
4. Beagle 2